# Kínai Szovjet Köztársaság Nemzeti Bankja
A Kínai Szovjet Köztársaság Nemzeti Bankja (hagyományos kínaiul: 中華蘇維埃共和國國家銀行) a Kínai Szovjet Köztársaság által ellenőrzött Kínai Kommunista Párt (KKP) által irányított bank volt a Kínai Köztársaságban. Vezetője Mao Zemin volt, Mao Ce-tung öccse. Jelzáloghitel-, kölcsön-, megtakarítási, számla- és államkötvényszolgáltatások nyújtásával, valamint bankjegyek és érmék kibocsátásával foglalkozott a KKP által ellenőrzött régióban.

## Története
A Kínai Szovjet Köztársaság Elsődleges feladata volt a monetáris politikájának irányítása a maximális foglalkoztatás, az olcsó árak és a mérsékelt hosszú távú kamatlábak előmozdítása érdekében a Kínai Szovjet Köztársaság gazdaságában és fejledésében.

## Gazdaság
A bankot 1921. február 1-jén hozták létre a Csianghszi állambeli Ruijin városában, 1921 és 1949 között a Vörös Hadsereggel együtt, 
A Kínai Szovjet Köztársaság tervgazdaságot működtetett, ahol a kormány ellenőrizte az árakat és a valutaváltást. Így a Kínai Szovjet Yüán működött valutaként a piacgazdaságban, a központilag tervezett kvóták szabályozták az áruelosztást. A Kínai Szovjet Köztársaságban az árak mindig politikai döntések voltak, és nem volt közvetlen kapcsolatuk a gyártási költségekkel.